# Hesquiaht

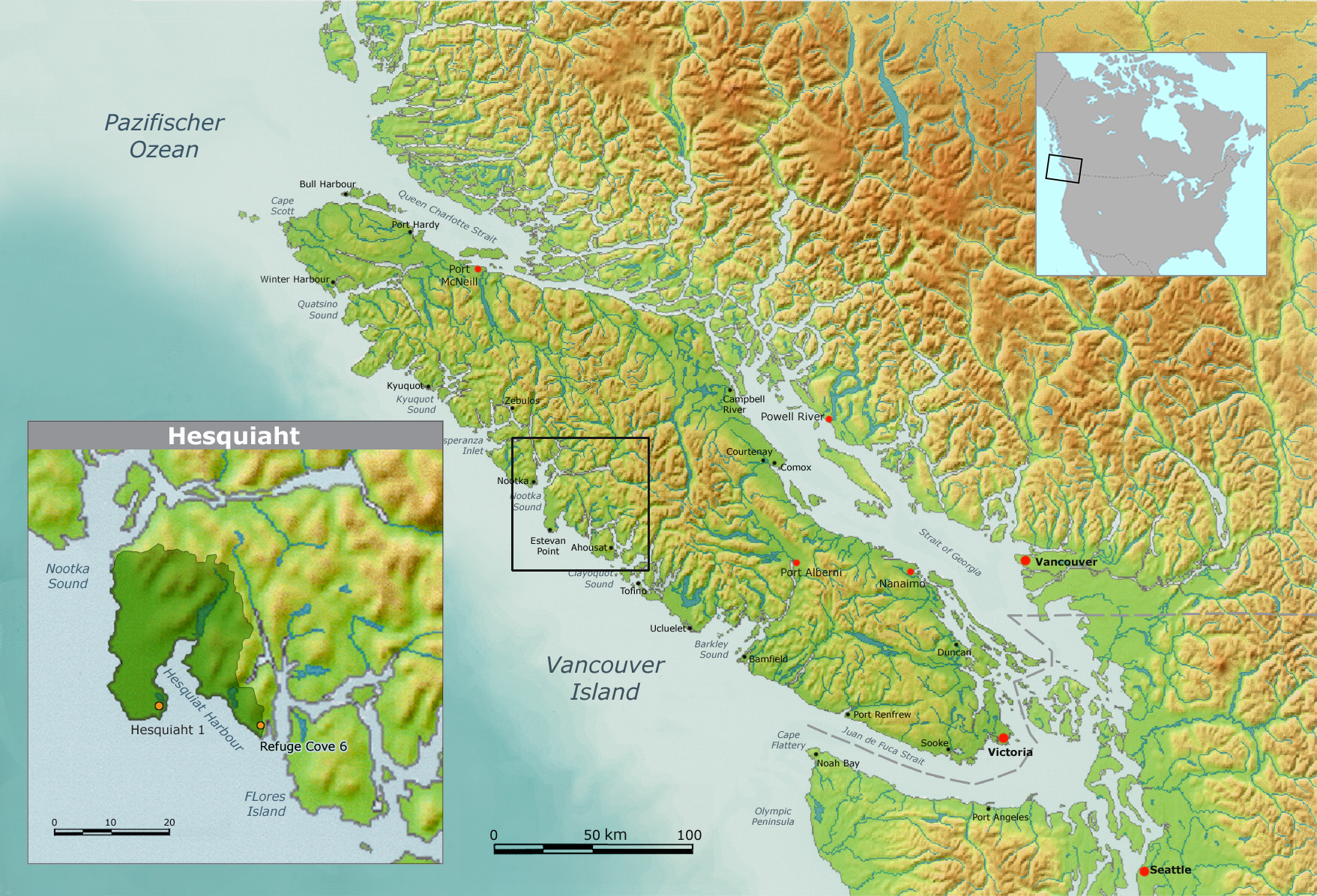
Traditionelles Territorium der Hesquiaht und heutige Reservate

Die Hesquiaht (hishkwii7ath) sind kanadische Indianer, die an der Westküste von Vancouver Island leben. Der Name bedeutet „die Menschen des Geräusches, das durch das Essen von Heringseiern auf Aalgras entsteht“. Sie sprechen Englisch und Wakash und gehören zu den Nuu-chah-nulth, einer der Gruppen von First Nations, wie die Indianer in Kanada genannt werden. 
Gegenüber der Regierung werden sie vor allem durch den Nuu-chah-nulth Tribal Council vertreten. Zusammen mit den Tla-o-qui-aht, den Ahousaht, den Toquaht und den Ucluelet bilden die Hesquiaht die Zentralregion des Nuu-chah-nulth Tribal Council. Diese Zentralregion wird im Stammesrat durch einen Co-Chairman vertreten. Hierbei sind die Hereditary Chiefs in Fragen der Tradition gegenüber den gewählten Repräsentanten und Ratsleuten weisungsbefugt.
Die 680 anerkannten Hesquiaht (April 2010) verteilen sich auf fünf Reservate mit einer Gesamtfläche von rund 320 ha. Sie befinden sich im Clayoquot Sound, genauer um Hesquiat Harbour und auf der Hesquiat-Halbinsel in Hot Springs Cove (Refuge Cove). 506 Hesquiaht leben außerhalb des Reservats, 146 in ihrem eigenen, weitere 26 in anderen Reservaten, 2 auf Kronland.

## Geschichte

### Frühgeschichte
Archäologische Funde zeigen, dass Hesquiat bereits vor mehr als 2000 Jahren bewohnt war. Die Hesquiaht bestanden ursprünglich aus Dorfgruppen mit je eigenem Gebiet. Sie hatten sich wohl auf den Fang von Seeottern spezialisiert, die ihre Plätze auf den Perez und den Sunday Rocks hatten. In der Tradition gilt Häuptling Ma-tla-ho-ah als einer der Gründerahnen des Stammes.

### Erste Kontakte mit Europäern
Die Hesquiaht sind möglicherweise die ersten Nuu-chah-nulth, die Kontakt mit Europäern, genauer dem Spanier Juan José Pérez Hernández aufnahmen (8. August 1774). In den folgenden Jahrzehnten, vor allem ab 1784, veränderten die Hesquiaht ihre Jagdmethoden, um mehr Seeotterfelle verkaufen bzw. tauschen zu können. Die Sea Otter, die 1785 auf der Suche nach Otterfellen an Vancouver Island entlangfuhr, erwarb allein (mindestens) 560 Felle. Zwischen 1787 und 1792 verdoppelte sich deren Preis, bis 1795 verdoppelte er sich abermals. Allein zwischen 1790 und 1799 sind wohl über hunderttausend Pelze verkauft worden. So war nach wenigen Jahrzehnten die Seeotterpopulation praktisch ausgerottet. Der letzte Seeotter wurde 1929 bei Kyuquot erlegt.

### Pockenepidemie, Entstehung eines Stammes

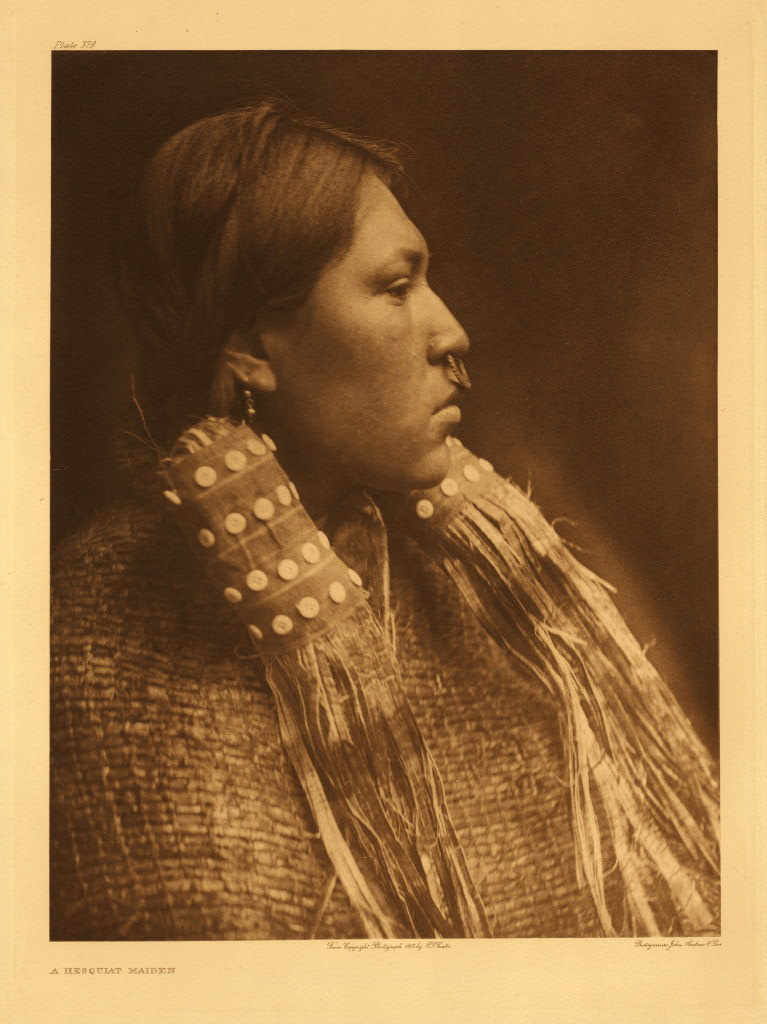
Edward Curtis: Hesquiaht-Frau, um 1916

Kriegerische Auseinandersetzungen, aber auch Epidemien, wie 1852 und 1862 die Pocken, bewirkten letztlich den Zusammenschluss der Überlebenden zu einer Band, wie in Kanada die entstehenden Stämme genannt wurden, deren kulturelle Grundlage allerdings radikalem Wandel unterlag. 
Pater Brabant, ein katholischer Missionar, war 1862 bei den Hesquiaht, als die Pocken ausbrachen. Sein Tagebuch vermerkt im Oktober 1862, dass 15 „Mouetsats“ an Pocken gestorben waren. Die Überlebenden wollten nun genauso viele Hesquiaht töten, da sie in ihnen die Ursache sahen. Am 14. Oktober kam ein Kanu vom Nootka Sound, doch aus Angst verwehrte man das Landerecht. Es war jedoch Tom, ein Missionar mit seiner Familie. Brabant impfte ihn und seine Familie gegen die Pocken. Brabant berichtet zugleich von Panik, von Geschrei und Geheul, von Medizinmännern, die „abergläubisch“ predigten.
Die Frau des Häuptlings der Hesquiaht war am 16. Oktober tot, Brabant versuchte den ganzen Stamm zu impfen, doch schon nach der Messe traten am nächsten Tag drei Pockenfälle auf, zwei von ihnen waren bereits am 18. Oktober tot. Keiner wagte es, sie zu begraben. Ein „Cape Flattery man“, wohl ein Makah, und sieben andere halfen schließlich. Doch die Toten wurden nur in ein Kanu gepackt und mit einem Brett bedeckt, weil es so heftig stürmte. Die Schwester des Häuptlings erkrankte gleichfalls und starb am 20. Oktober. Auch Peter schien die Pocken zu haben. Von den Mowachaht wurde berichtet, dass jeder, der beim Beerdigen half, selbst an den Pocken erkranken würde. Ein Indianer wurde vertrieben, weil er zuvor in Victoria gewesen war, von wo die Epidemie verbreitet worden war. Alle Indianer kamen zur Messe und sangen „Sachale Taihe“, ansonsten herrschte erdrückende Stille. Brabant schaffte es gerade noch, die Toten in den Wald zu werfen, wie er berichtet. Erst am 21. und 22. Oktober schien sich die Lage überraschend zu bessern, denn Peter gesundete.
Die Hesquiaht machten die nächsten unguten Erfahrungen, als 1869 die John Bright vor der Küste, am Estevan Point, havarierte. Die Mannschaft kam dabei ums Leben und die Krone unterstellte den Hesquiaht, sie hätten die Mannschaft ermordet. Anscheinend hatten sie die Toten aber nur geborgen, um zu verhindern, dass die Fische sie auffraßen, die ihre Lebensgrundlage darstellten.

### Missionsstation
Am 25. September 1874 erreichte Pater Auguste-Joseph Brabant Hesquiat und gründete die erste, römisch-katholische Mission unter den Nuu-chah-nulth in Hesquiat. Er hatte, vor allem angesichts der 1875 erneut hereinbrechenden Pocken, einen schweren Stand. Häuptling Matlahaw, der für die Rettung der Mannschaft der Barke Edwin im Jahr zuvor einen Dominion of Canada-Orden erhalten hatte, zeigte erste Krankheitsanzeichen. Die Behandlung durch Brabants Medikamente schlug nicht an. Da nahm Matlahaw das Gewehr Brabants und schoss ihm in die Hand und in die rechte Schulter.
1877 musste Brabant eingestehen, dass sein Missionserfolg gering war. Doch gründete er eine Missionsstätte in Numukamis im Barkley Sound und in Ahousaht auf Flores. 1880 hatte er eine Familie bekehrt, und 1882 schloss er die erste Ehe. 
1881 zählten die Hesquiaht jedoch nur noch 221 Mitglieder, 1891 gar 210. Brabant gründete 1899 die erste Industrial School, die Christie Indian School bei Tofino (s. Residential Schools (Kanada)). Dabei betrachtete er mit großem Misstrauen und Widerwillen das Vordringen methodistischer und presbyterianischer Missionare bei den Ahousaht und um den Nitinaht Lake, bei den Ditidaht. Doch er hatte sich großes Ansehen erworben, beherrschte die Sprachen der Nuu-chah-nulth und reiste ständig an der Küste entlang. Nachdem er 1908 nach Victoria gehen musste, wünschte er sich die Rückkehr nach Hesquiat. Doch sein Werk wurde weitgehend durch die katastrophale Bevölkerungsentwicklung zerstört.

### Reservate
Die Hesquiaht wurden, wie alle Indianer in Kanada, gezwungen, in Reservaten zu leben. Dort lebten im Oktober 2009 147 Menschen. Das mit Abstand größte zusammenhängende Gebiet befindet sich im Reservat Hesquiat 1 (167,1 ha), doch die dichteste Bevölkerung weist das Refuge Cove 6 auf, das nur 9,8 ha umfasst. Insgesamt befinden sich 40 Häuser im Reservat.

### Versuch der Zwangsassimilation
Wie alle First Nations mussten die Hesquiaht ab 1920 alle Kinder zwischen 7 und 15 in die Residential Schools geben, wo die meisten von ihnen ihrer Kultur entfremdet wurden. Ihre Muttersprache durften sie dort nicht gebrauchen. 

### Zwischenfall am Leuchtturm vom Estevan Point
Am 20. Juni 1942 erreichte ein Leuchtturm, das Estevan Point Lighthouse, weltweite Bekanntheit, als ihn ein japanisches U-Boot beschoss.

### Tsunami und Umsiedlung nach Refuge Cove
1964 zerstörte ein Tsunami Hesquiat und die Indianer mussten den Ort verlassen. Daher lebt heute ein großer Teil von ihnen in Port Alberni und in Victoria. Einige Bewohner des Reservats flüchteten sich nach Refuge Cove, wo die Reservatsbewohner überwiegend noch heute leben.

### Biosphärenreservat, Rückkehr der Seeotter, Energieversorgung
Refuge Cove ist Kandidat für den Status als Biosphärenreservat. Zwischen 1969 and 1972 wurden 89 Seeotter von der Amchitka-Insel und aus Prince William Sound in Alaska, ins Gebiet der Chek:k'tles7et'h/Ka:´yu:'k't'h' um die Bunsby Islands an der Nordwestküste von Vancouver Island angesiedelt. Diese Population und möglicherweise verbliebene Reste um Goose Island, sowie Zuwanderungen aus Washington, vermehrte sich bis 1998 wieder auf rund 2.500 Tiere. 2004 erreichten sie auch wieder das Gebiet der Hesquiaht. Ihre Zahl wächst jährlich um 17 bis 20 %, dürfte jedoch bald ihre natürliche Grenze erreicht haben.
Ähnliche Bemühungen gibt es im Zusammenhang mit der Wiederherstellung der Fischbestände, wie z. B. am Yaakhsis Creek, am Hesquiaht River oder am Tukwashisht Creek.
Seit 2000 unterhält die Tofino Botanical Gardens Foundation zusammen mit der Boat Basin Foundation ein für Forschungen im gemäßigten Regenwald vorgesehenes Haus an der Spitze von Hesquiat Harbour. Letztere Stiftung widmet sich ausschließlich dem 117 ha großen Gebiet, Cougar Annie's Garden.
BC Hydro, der größte Energieversorger British Columbias, bot den Hesquiaht an, die Stromversorgung, die bisher durch einen Dieselgenerator gewährleistet wird, durch Anschluss an das Netz des Unternehmens abzulösen. Zur Evaluierung wandte sich der Stammesrat an Ecotrust Canada, das sich 2007 einverstanden erklärte und das Pembina Institute beauftragte. Dieses untersucht das Potential für Wind-, Wellen- und Wasserenergie. Im März 2008 eröffnete der Stamm ein neues Schulgebäude, das mit Geothermie beheizt wird.

### Kulturelle Rückbesinnung
Als die Makah, die südlichste Nuu-chah-nulth-Gruppe, 1999 ihren Anspruch auf Waljagd durchsetzen wollte, verteidigte Häuptling Simon Lucas dieses Recht, auch gegen starke Bedenken der Ökobewegung.
2007 wurden die sogenannten Culturally Modified Trees am Satchie Creek offiziell anerkannt und damit ein Gebiet von 25 km² unter Schutz gestellt. Dabei handelt es sich um zwei noch verbliebene Schutzgebiete dieser Art im Gebiet des Hesquiaht Lake. Bei den Bäumen handelt es sich überwiegend um Vertreter der Arten Red Cedar, Balsam Fir, Western Hemlock, Douglas Fir und Sitka Spruce, kleinere Bestände von Pacific Yew kamen hinzu. Häufungen fanden sich bisher an vier Stellen. 
2009 öffnete eine neue Schule unter Leitung von Rebecca Atleo ihre Pforten. Die Warmwasserversorgung erfolgt durch Geothermie, die Klimatisierung durch Nutzung der Windkraft. Eine Website für den Stamm ist in Planung.
Häuptling (engl. Chief) der Hesquiaht ist Joseph Tom Jr., ihn beraten sechs Councillors (Ratsmitglieder).
Im November 2009 klagten die Hesquiaht zusammen mit Ahousaht, Ehatteshaht, Mowachaht/Muchalaht und Tla-o-qui-aht auf Zulassung zum kommerziellen Fischfang (Ahousaht Indian Band And Nation v. Canada Attorney General, 2009 BCSC 1494).